# Estado Ribas
El Estado Ribas (denominado desde diciembre de 1898 hasta enero de 1899 como Estado Aragua-Margarita) fue una antigua división administrativa de los Estados Unidos de Venezuela ubicada al nororiente del país, que abarcaba lo que hoy son los estados Aragua y Nueva Esparta.

## Historia
Tras la disolución del Gran Estado Miranda el 16 de diciembre de 1898, las secciones Aragua y Nueva Esparta quedaron conformando un estado con capital en La Victoria, de nombre «Aragua-Margarita». Esta entidad territorial fue renombrada a «Estado Ribas» el 12 de enero de 1899 por medio de la constitución del estado, que le daba los mismos límites que tenían las provincias Aragua y Margarita en 1856 según la Ley de División Territorial de ese año. Sin embargo el 28 de octubre del mismo año el presidente de la República Cipriano Castro promulgó un decreto por medio del cual los veinte estados existentes en 1864 recobraron su autonomía, del tal modo que el Estado Ribas quedó disuelto en Aragua y Nueva Esparta.